# Moisés Villarroel
Moisés Fermín Villarroel Ayala (ur. 12 lutego 1976 w Viña del Mar) – piłkarz chilijski grający na pozycji prawego pomocnika.

## Kariera klubowa
Karierę piłkarską Villarroel rozpoczął w klubie Santiago Wanderers, wywodzącym się z miasta Valparaíso. W jego barwach zadebiutował w 1995 roku w drugiej lidze chilijskiej i w tym samym sezonie awansował z nim do pierwszej ligi. W 1998 roku spadł jednak z tym zespołem do Primera B, ale już po roku znów wywalczył awans do ekstraklasy. W 2001 roku po raz pierwszy w karierze wywalczył mistrzostwo kraju, dzięki czemu w 2002 roku wystąpił w rozgrywkach Copa Libertadores oraz Recopa Sudamericana. W barwach Wanderers przez 8 sezonów rozegrał 167 meczów i zdobył 12 goli
W 2003 roku Villarroel przeszedł do ówczesnego mistrza kraju, stołecznego CSD Colo-Colo, w którym, podobnie jak w Wanderers, stał się podstawowym zawodnikiem i filarem prawej strony pomocy. W sezonie 2005 doszedł z Colo-Colo do ćwierćfinału play-off, a jego klub odpadł po meczu z Deportes La Serena. Dużo lepiej poszło Colo-Colo z Moisésem w składzie w kolejnym sezonie. Zespół po raz 24 w historii wygrał fazę Apertura, a następnie dotarł do finału Copa Sudamericana, w którym przegrał po dwumeczu z meksykańskim klubem CF Pachuca. Na koniec sezonu zawodnik pomógł Colo-Colo w wygraniu fazy Clausura. W 2007 roku znów najpierw wywalczył mistrzostwo fazy Apertura, a w drugiej połowie sezonu - Clausura.

## Kariera reprezentacyjna
W reprezentacji Chile Villarroel zadebiutował 29 kwietnia 1997 roku w wygranym 6:0 spotkaniu z Wenezuelą. W tym samym roku po raz pierwszy znalazł się w drużynie Chile na Copa América. Zaliczył także turnieje Copa América 1999, Copa América 2001 i Copa América 2004. W 1998 roku został powołany przez Nelsona Acostę do kadry na Mistrzostwa Świata we Francji. Na tym turnieju był podstawowym zawodnikiem Chile i zagrał we wszystkich grupowych meczach: z Włochami (2:2), z Austrią (1:1) i z Kamerunem (1:1). Ostatni mecz w reprezentacji rozegrał w 2005 roku. W kadrze narodowej zagrał 34 razy i zdobył 1 gola.